# Свирежев, Юрий Михайлович
Юрий Михайлович Свирежев (22 сентября 1938, Владимир — 22 февраля 2007, Потсдам) — советский и немецкий учёный, специалист в области математической биологии. Доктор физико-математических наук, профессор МФТИ (с 1977).

## Биография
Родился в семье хирурга Михаила Васильевича Свирежева (1918—1967) и школьной учительницы Евдокии Свирежевой.
В 1955 году закончил среднюю школу во Владимире, затем поступил в МФТИ, аэромеханический факультет которого окончил в 1961 году с получением специальности «инженер-физик».
В том же институте под руководством Н. Н. Моисеева в 1964 году защитил диссертацию на соискание учёной степени кандидата физико-математических наук.
В 1964 году Свирежев, посещая лекции на биофаке МГУ, познакомился с Н. В. Тимофеевым-Ресовским и в том же году начал работать под его началом в Институте медицинской радиологии в Обнинске. В последующие годы ими был выполнен ряд работ по популяционной генетике (в области математического моделирования саморегулирующихся популяционно-генетических и радиационно-экологических процессов), итоги которых были обнародованы в ежегодниках «Проблемы кибернетики» и журналах «Генетика», «Biologisches Zentralblatt» и др. В 1967 году за работы в области генетики получил премию академии Леопольдина.
В 1969—1976 годах работал в Институте медико-биологических проблем над математическим описанием и прогнозированием состояния здоровья космонавтов в условиях длительного космического полёта. Разработанные им методики были использованы при выполнении нескольких длительных полетов. С 1972 по 1978 год работал в американо-советской группе по вопросам биологии и медицине в космосе; в эти годы предложил модель описания процессов биосферы.
В 1972 году в Пущинском научном центре АН СССР защитил диссертацию на соискание учёной степени доктора физико-математических наук по теме «Математические модели в популяционной генетике».
В сентябре 1976 году по указанию Н. Н. Моисеева в Вычислительном центре АН СССР были создана две лаборатории по математическому моделированию глобальных процессов, одну из которых возглавил В. В. Александров, вторую (лабораторию математической экологии) Ю. М. Свирежев. Его первыми сотрудниками стали Д. О. Логофет, В. П. Пасеков, В. Н. Разжевайкин, Д. А. Саранча, А. М. Тарко и др.
С 1979 по 1985 годы членом консультативного комитета и возглавлял проект под эгидой советского отделения комитета SCOPE, посвященный развитию методов математического моделирования глобальных биосферных процессов и изучению условий, обеспечивающих совместную эволюцию окружающей среды и человеческого сообщества. Одна из целей проекта — разработка имитационных модельных подходов и получение количественных оценок долговременных экологических последствий глобального ядерного конфликта. Результат работы — нетривиальный прогноз крупномасштабных последствий ядерной войны в форме «ядерной зимы»: резкого похолодания климата, значимость которого превышала радиационные последствия. Позже H. H. Моисеев с сотрудниками получил сходный результат на математических моделях существенно меньшей размерности.
В середине 1980-х годов участвовал в комиссии А. Л. Яншина, остановившей реализацию проекта переброски части стока северных рек России на юг. В этой комиссии Свирежев стал руководителем неформальной группы, которая показала ошибочность моделей и прогнозов (в частности, прогноза динамики уровня Каспийского моря), на которых держалось научное обоснование проекта. Эта деятельность сыграла значимую роль в прекращении работ по проекту.
В 1989 году создал международную группу экологического моделирования совместно с Венгерской академией наук, которая занималась моделированием климатических воздействий, анализом и оценкой рисков для системы сельского хозяйства Венгрии и сравнением экологической эффективности различных агроэкосистем на региональном уровне. За эти исследования в 1991 году Свирежев был награждён медалью Иштвана Сеченьи (Istvan Szechenyi) Венгерской академии наук.
В начале 1990-х годов перешёл на работу в Институт физики атмосферы, создав там лабораторию математической экологии.
В 1992 году переехал в Германию, где стал одним из учредителей Потсдамского института по исследованию климатических изменений (Potsdam Institute for Climate Impact Research), в котором возглавил объединённый отдел системного анализа. Здесь он руководил рядом международных проектов (в частности, проектом по переувлажнённым землям «Ecosystem Dynamics in Freshwater Wetlands and Shallow Water Bodies»).
В 1993 году был награждён медалью им. Н. В. Тимофеева-Ресовского.

## Научная деятельность
В 1972 году в соавторстве с Е. Я. Елизаровым выпустил монографию «Математическое моделирование биологических систем», в которой приводился обзор математических моделей биологических сообществ (популяций, биоценозов, биогеоценозов, искусственных экосистем), решалась задача оптимизации продуктивности сообщества типа «хищник — жертва», рассматривались модели стационарных процессов сбора урожая, управления трофической структурой экосистем и др. В 1978 году в соавторстве с Д. О. Логофетом издал книгу «Устойчивость биологических систем», получившую научное признание.
Под руководством Ю. М. Свирежева получен ряд результатов в следующих областях:
- математической генетики — разработаны модели микроэволюции, получены общие уравнения динамики эволюционирующих популяций, указаны границы применимости классических уравнений популяционной генетики, получены обобщения «фундаментальной теоремы естественного отбора» Р. Фишера и др.;
- математического моделирования биологических сообществ — сделан строгий вывод основных уравнений математической экологии на основе законов сохранения вещества и энергии позволил установить границы применимости классических уравнений Лотки-Вольтерры при моделировании биологических сообществ, было дано строгое математическое обоснование и новая формулировка «принципа плотной упаковки» видов в пространстве экологических ниш, получены важные оценки перспектив интродукции (или инвазии) новых видов в конкурирующие сообщества и др.

Автор более 250 научных работ.
Под руководством Свирежева защищено более трёх десятков кандидатских и докторских диссертаций. Был членом редколлегий «Журнала общей биологии» и «Ecological Modelling», редактором большого числа сборников.

## Основные работы
- Свирежев Ю. М., Елизаров Е. Я. Математическое моделирование биологических систем. Под ред. В. Н. Черниговского. — М.: «Наука», 1972. — 159 с. — («Проблемы космической биологии», т. 20.) (Перевод: Svirezhev Iu. M., Elizarov E. Ia. Mathematical models of biological systems. — Washington, D.C.: National Aeronautics and Space Administration, 1973. — 178 p. — (Problems of space biology, vol. 20.).)
- Свирежев Ю. М., Логофет Д. О. Устойчивость биологических сообществ. — М.: «Наука», 1978. — 352 с. (Перевод: Svirezhev Iu. M., Logofet D. O. Stability of biological communities. Transl. A. A. Voinov. — Moscow: «Mir Publishers», 1983. — 319 p.)
- Логофет Д. О., Свирежев Ю. М., Воронкова О. В. и др. Математические модели в экологии и генетике. Отв. ред. Ю. М. Свирежев, В. П. Пасеков. — М.: «Наука», 1981. — 176 с.
- Свирежев Ю. М., Пасеков В. П. Основы математической генетики. — М.: «Наука», 1982. — 512 с. (Перевод: Svirezhev Iu. M., Pasekov V. P. Fundamentals of mathematical evolutionary genetics. Transl. A. A. Voinov, D. O. Logofet. — Dordrecht: «Kluwer Academic Publishers», 1990. — 395 p.)
- Крапивин В. Ф., Свирежев Ю. М., Тарко А. М. Математическое моделирование глобальных биосферных процессов. — М.: «Наука», 1982. — 272 с.
- Александров Г. А., Арманд А. Д., Белотелов Н. В. и др. Математические модели экосистем. Экологические и демографические последствия ядерной войны. Под ред. А. А. Дородницына. — М.: «Наука», 1986. — 176 с. Переводы:

- Svirezhev Iu. M., Alexandrov G. A. et al. Ecological and demographic consequences of a nuclear war. — M.: The Computing Centre of the AS USSR, 1985. — 267 p.
- Svirezhev Iu. M., Carl P. Gotterdammerung. Globale Folgen eines atomaren Konflicts. Biosphäre und Mensche. — Berlin: Akademie-Verlag, 1990. — 261 S.
- Svirezhev Iu. M., Alexandrov G. A. et al. Ecological and demographic consequences of a nuclear war. — Berlin: Akademie-Verlag, 1987. — 112 p.

- Свирежев Ю. М. Нелинейные волны, диссипативные структуры и катастрофы в экологии. — М.: «Наука», 1987. — 368 с.
- Jorgensen S. E., Svirezhev Iu. M. Towards a thermodynamic theory for ecological systems. — Amsterdam: «Elsevier», 2004. — 366 p.

### Научно-популярные работы
- Свирежев Ю. М. Математическое моделирование биологических сообществ // Число и мысль. Вып. 1. — М.: «Знание», 1977. — 176 с. — С. 63—85.
- Свирежев Ю. М. Математические модели в экологии // Число и мысль. Вып. 5. — М.: «Знание», 1982. — 176 с. — С. 16—55.

### Редакторская работа
- Вольтерра В.. Математическая теория борьбы за существование. Пер. с фр. О. Н. Бондаренко. Под ред. Ю. М. Свирежева. — М.: «Наука», 1976. — 286 с.
- Дорфман Н. Л., Пасеков В. П., Ратнер В. А. и др. Проблемы оптимального строения и функционирования биологических систем. Под ред. Д. С. Чернавского и Ю. М. Свирежева. — М.: [Б. и.], 1978. — 257 с. — («Итоги науки и техники. Математическая биология и медицина», т. 1.)
- Управление и оптимизация в экологических системах. Сб. статей. Под ред. Ю. М. Свирежева. — М.: [Б. и.], 1979. — 111 с.
- Эндрюс Дж. Ф., Петри К. Дж. С., Грин Н. М. Д. и др. Математические модели контроля загрязнения воды. Пер. с англ. А. А. Воинова, Н. К. Лукьянова. Под ред. Ю. М. Свирежева. — М.: «Мир», 1981. — 471 с.
- Гроссман С., Тернер Дж. Математика для биологов. Пер. с англ. Д. О. Логофета. Под ред. Ю. М. Свирежева. — М.: «Высшая школа», 1983. — 384 с.
- Теоретическая популяционная генетика. Сб. статей. Науч. ред. Ю. М. Свирежев. — М.: Изд-во ВИНИТИ, 1983. — 160 с. — («Итоги науки и техники. Общая генетика», т. 8.)
- Математические модели водных экосистем. Сб. статей. Отв. ред. Ю. М. Свирежев. — М.: Изд-во ВЦ АН СССР, 1984. — 147 с.
- Математическое моделирование биогеоценотических процессов. Отв. ред. Ю. М. Свирежев. — М.: «Наука», 1985. — 124 с.
- Математическое моделирование в биогеоценологии // Тезисы докладов всесоюзной школы (14—19 октября 1985 г., Петрозаводск). Отв. ред. Ю. М. Свирежев. — Петрозаводск: Изд-во Карельский ф-л, 1985. — 224 с.
- Вавилин В. А. Время оборота биомассы и деструкция органического вещества в системах биологической очистки. Отв. ред. Ю. М. Свирежев. — М.: «Наука», 1986. — 144 с.
- Бокерия Л. А., Шакин В. В., Мирский Г. В. и др. Численные методы электрофизиологической оценки состояния сердца. Отв. ред. Ю. М. Свирежев. — М.: Изд-во ВЦ АН СССР, 1987. — 44 с.
- Харуэлл М., Хатчинсон Т., Кроппер-мл. У. и др. Последствия ядерной войны. Воздействие на экологию и сельское хозяйство. Пер. с англ. Н. К. Лукьянова, В. В. Белова. Под ред. А. А. Баева, Ю. М. Свирежева. — М.: «Мир», 1988. — 552 с. — ISBN 5-03-000955-8.
- Свирежев Ю. М., Гайдуков О. Ю., Тарко А. М. и др. Анализ последствий ядерной войны. Сельскохозяйственное производство и демография. Отв. ред. Ю. М. Свирежев. — М.: Изд-во ВЦ АН СССР, 1988. — 29 с.
- Тарко А. М., Дроздов А. Л., Коновалова Е. И. и др. Модель влияния кислотных дождей на лесные экосистемы. Отв. ред. Ю. М. Свирежев. — М.: Изд-во ВЦ АН СССР, 1988. — 32 с.
- Тарко А. М., Богатырев Б. Г., Кириленко А. П. и др. Моделирование глобального цикла двуокиси углерода. Отв. ред. Ю. М. Свирежев. — М.: Изд-во ВЦ АН СССР, 1988. — 42 с.
- Модели в экологии и медицине. Физиологические системы человека в экстремальных условиях. Сб. Отв. ред. Ю. М. Свирежев, В. В. Шакин. — М.: Изд-во ВЦ АН СССР, 1989. — 150 с.
- Иванищев В. В., Михайлов В. В., Тубольцева В. В. Инженерная экология. Вопросы моделирования. Отв. ред. Ю. М. Свирежев. — Л.: «Наука», Ленингр. отд-ние, 1989. — 145 с. — ISBN 5-02-024392-2.